# Hilda Svensson
Hilda Svensson, född 24 augusti 2006, är en svensk ishockeyspelare som under säsongen 2023/2024 spelar för HV71. Hon medverkade i svenska U-18-laget som tog VM-silver 2023. Svensson medverkar i landslaget och spelat i VM både 2023 och 2024 och har varit poängbäst i svenska laget båda åren. I hennes första byte i VM på seniornivå gjorde hon mål efter redan tio sekunder och slog därmed rekord i snabbast mål i VM-sammanhang. Hon gjorde även 2-2 målet i kvartsfinalen mot Kanada med endast 9 sekunder kvar och tog matchen till förlängning. 

## Meriter
TV-pucken 2019 Småland, silver—8 matcher 17 poäng(12+5)
TV-pucken 2020 Småland, guld—3 matcher 9 poäng(5+4)
TV-pucken 2021 Småland, guld—9 matcher 45 poäng(22+23)
U18 VM 2023—6 matcher 6 poäng(4+2)
VM 2023—7 matcher 11 poäng(5+6)
U18 VM 2024—5 matcher 8 poäng(4+4)
VM 2024—5 matcher 6 poäng(4+2)
2024-2025: HV71 
2025-2026: Ohio State Univ
SDHL-rookie-2023
EliteProspect Award-2023 och 2025
MVP HV71 dam 2024-2025
.